# Nordre Skole (Viborg)
Nordre Skole er en folkeskole beliggende på H.C. Andersens Vej 5 i Viborg. I 2011 var der 503 elever og i 2009 i alt 58 lærerstillinger på skolen. Den blev indviet i 1959.
Idrætsforeningen Viborg Nørremarken (NUGF Viborg) benytter skolens lokaler som klubhus og sportsbanerne som hjemmebane for klubbens fodboldafdeling. Viborgs røde vandtårn er placeret lige udenfor hegnet til skolens vestligste areal.

## Historie
Efter 2. verdenskrig kom der et stigende antal elever til byskolerne Østre Borgerskole og Vestre Borgerskole, og skolerne måtte bruge lokaler ude i byen for at have plads til alle elever. I 1955 blev 8 klasser flyttet til Den gamle tekniske skole i Reberbanen, imens de havde gymnastikundervisning på Viborg Katedralskole.
Boligselskabet Viborg var i gang med et stort byggeri i Digterparken og allerede i 1953 diskuterede byrådet i Viborg Kommune at opføre en ny skole i dette område i nordbyen som erstatning for byskolerne. I 1957 startede opførslen af skolen i gule teglsten, på grunden imellem Indre Ringvej, Gl. Skivevej og H.C. Andersens Vej. Den første del af byggeriet blev taget i brug den 12. august 1959 og hele skolen var færdigbygget i 1962. Hele skolen er i ét plan.
Fra starten var 400 elever indskrevet på skolen fordelt på 16 klasser. Få år efter kom elevtallet op på skolens maksimum på 900 elever. I 2005 havde skolen 628 elever. 10. klasserne talte på det tidspunkt 105 elever og kom fra store dele af Viborg Kommune.